# Vuolgamjaure
Vuolgamjaure är en sjö i Arvidsjaurs kommun i Lappland och ingår i Skellefteälvens huvudavrinningsområde. Sjön har en area på 2,03 kvadratkilometer och ligger 435,9 meter över havet. Sjön avvattnas av vattendraget Vuolgamjaurbäcken. Vid provfiske har bland annat abborre, elritsa, gädda och harr fångats i sjön.

## Delavrinningsområde
Vuolgamjaure ingår i det delavrinningsområde (728848-162534) som SMHI kallar för Utloppet av Vuolgamjaure. Medelhöjden är 480 meter över havet och ytan är 8,81 kvadratkilometer. Räknas de 3 avrinningsområdena uppströms in blir den ackumulerade arean 35,88 kvadratkilometer. Vuolgamjaurbäcken som avvattnar avrinningsområdet har biflödesordning 2, vilket innebär att vattnet flödar genom totalt 2 vattendrag innan det når havet efter 234 kilometer. Avrinningsområdet består mestadels av skog (68 procent). Avrinningsområdet har 2,03 kvadratkilometer vattenytor vilket ger det en sjöprocent på 23 procent.

## Fisk
Vid provfiske har följande fisk fångats i sjön:
- Abborre
- Elritsa
- Gädda
- Harr
- Lake
- Röding
- Sik
- Öring